# ボイラー

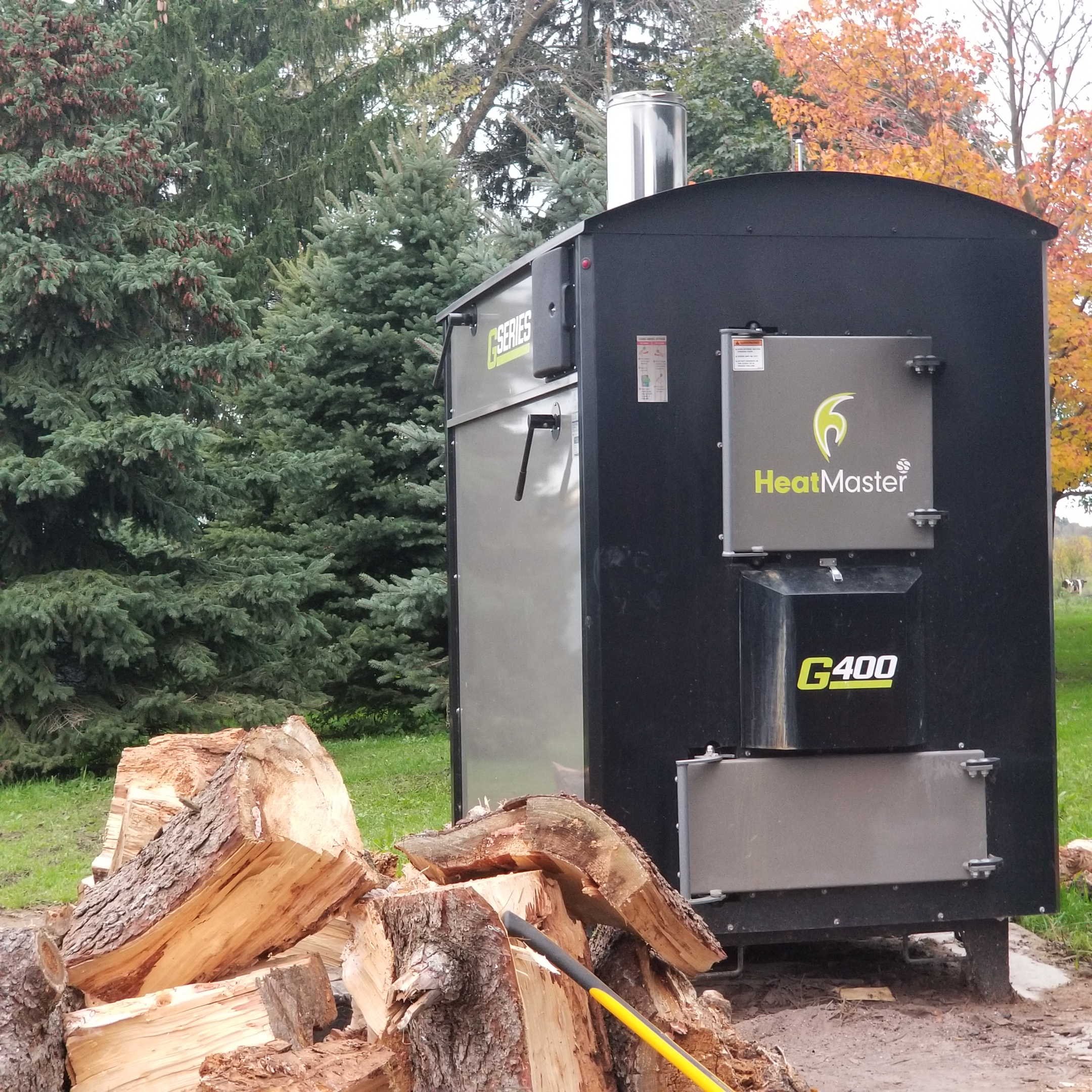
薪ボイラー

ボイラー（英: boiler）は、水を沸かし、湯や水蒸気をつくりだす設備や装置のことである。日本産業規格（JIS）や学術用語集ではボイラと表記されるほか、汽缶（きかん、汽罐）、あるいは単に缶やカマともいう。

## 概要
ボイラーには、水蒸気を利用するためのボイラーと、湯を利用するためのボイラーがある。
古くは薪などを燃料として燃焼させるタイプしかなかったが、ガスが供給されるようになってからはガス式のボイラもあり、現代では電気式のボイラもある。燃料を用いるタイプはたいてい、燃焼室（火室）と、その燃焼で得た熱を水に伝える熱交換装置を持つ。
初期の蒸気機関はボイラーの爆発事故が多発したため、機械の安全性や製造者責任のような考え方も生まれ、製造所や製造年などを明示するボイラープレートという手法も考案された。また同時期にはスターリングエンジンのような熱機関も考案された。

## 種類、分類

### 媒質による分類

#### 温水ボイラー
温水を作るためのボイラーを温水ボイラーと分類することがある。湯を利用するためのボイラーを（高圧蒸気を発生させないもの、ととらえて）無圧ボイラーと分類することもある。ヨーロッパや北アメリカなど、気温の比較的低い地域では、集合住宅でも戸建て住宅でもセントラルヒーティングがかなり普及しており、人々に馴染まれているものである。特に寒いロシアでは、ひとつの市のレベルでセントラルヒーティング方式が大規模に行われている場合があり、街中に配管がはりめぐらされ、各住宅（ロシアは街中は集合住宅が多い）に届けられている場合もある。温水暖房や給湯のために使われる。

#### 蒸気ボイラー
蒸気を発生させるためのボイラーを蒸気ボイラーと分類することがある。蒸気機関車に大きな（蒸気）ボイラーが組み込まれており、ボイラーが発生させる水蒸気がシリンダーに送り込まれピストンを押すことが車輪を回転させる動力となっている。火力発電所では、ボイラーで発生させた水蒸気で蒸気タービンを回転させ発電機を動かし発電を行っており、ボイラーは発電設備のひとつである。原子力発電所は熱源を原子力に置き換えた発電所であるが、原子力の特性もあり異なる発電方法と見なされている。

### 構造による分類

#### 水管ボイラー
伝熱部が水管になっているもので、循環方法により以下のように分類される。
貫流ボイラー
水を水管の一方から押し込み循環させること無く蒸気に変えるもの。水と蒸気の比重の差がない超臨界ボイラーや、急速起動が必要な小型ボイラーに用いられる。保有水量が少ないため起動性に優れるが、負荷追従性に劣る。蒸気量や蒸気温度を安定させるためには水や蒸気の出入りと熱の供給をバランスさせる必要があり、高度な制御技術が必要である。また、純度の高い給水が必要である。
強制循環ボイラー
水を循環ポンプで強制的に循環させるもの。運転圧力が臨界圧に近いと水と蒸気の比重差が小さくなるため、必然的に強制循環ボイラーとなる。
自然循環ボイラー
水の温度による比重の差（対流）で循環させるもの。

#### 丸ボイラー
鋼鉄製の水を満たした缶を主体としたボイラー。保有水量が比較的多く、負荷の変動に強い。その反面、立ち上がりが遅く、万一爆発事故が起きれば被害は甚大である。構造上中小規模のものが多い。また、ボイラーにもよるが缶内に人が入ってスケールの除去が可能で、水管ボイラー程は給水に神経質になる必要もない。
煙管ボイラー
水缶に多数配置した煙管に燃焼室の燃焼ガスを通すことにより熱するもの。比較的掃除しにくく、構造が複雑であるが、比較的効率よく、炉の形状が自由であるので、粗悪燃料にも適応し、木屑炊きや廃熱回収ボイラーとして少数ながら新造されている。陸用としては煉瓦組みの炉を持つものが多いが、四角い箱型の炉を組み込んだものもある。代表例が蒸気機関車のボイラーである。
炉筒ボイラー
水缶内に炉筒（円筒形の燃焼室）を設けたもの。炉筒が一本の物をコルニッシュボイラーといい、二本の物をランカシャーボイラーという。構造が簡単で掃除し易く古くは普及したが、その効率の悪さから今は新造を見ない。伝熱面積と効率を稼ぐ為に、大掛かりな煉瓦組みを持つ。
炉筒煙管ボイラー
炉筒と煙管とがあるもの。丸ボイラーとしては最も効率よく据付面積も少なく、現在主流のボイラーである。古くは蒸気船用ボイラー（スコッチボイラー）として活躍したが、陸用としては通風抵抗が大きく、構造も複雑で掃除も困難であるので、給水処理装置や電動通風機や自動制御装置、重油炊きが一般的になってから普及を見た。使用蒸気圧力は10kgf/cm2程度で、大容量ビルに用いられる。
立ボイラー
縦型の水缶内に炉を設けたもの。炉を横切るように管を出したもの、煙管ボイラーの様な縦方向の煙管を持つもの、横方向に煙管を持つコックランボイラーがある。効率が低く掃除もし難いが、据付け面積が小さく、煉瓦組みも不要なので移動用や小工場用として普及した。小規模の温水暖房・給湯用、船舶補機用を除き、新造は稀である。

#### 鋳鉄ボイラー
鋳鉄を構造として用いたもので、鋼鉄に比べて耐食性に優れる。強度は低く、急速な加熱・冷却を行うと破損することがある。暖房、給湯用として建築設備によく用いられる。
鋳鉄セクショナルボイラー
セクションごとに分割しての搬入や、修理が可能である。高圧力には適さない。
- 炉筒煙管ボイラー
- 船舶用水管ボイラー模式図（自然循環ボイラー）
- 機関車のボイラーの構造図
- 蒸気機関車の罐焚口の一例（国鉄C12形蒸気機関車）
- マルセイユ石鹸工場のボイラー室全景（1870年代）J.フェラ画[4]
- ロータリー式ボイラー（1873年）[4]

## 用途
業種ごとのボイラーの用途の例
- クリーニング業：洗浄・乾燥・プレス・アイロンなど
- ホテル、旅館業：給湯・厨房・風呂・暖房など
- 製菓業：蒸し器・練り器
- 給食センター：炊飯・洗浄・給湯・消毒
- 自動車：洗浄・乾燥
- 縫製業：アイロン・プレス
- 木工業：加圧昇温接着・乾燥
- 病院：給湯・厨房・暖房・消毒・殺菌・乾燥
- 発電：火力発電・バイオマス発電・原子力発電

## 水の流れ
1. 水処理装置で硬度分を除去し、給水ポンプで圧力を上げる。水位検出器で水位が調整される。特に貫流ボイラーは純度の高い水が必要である。
2. 給水予熱器（節炭器）で給水を予熱する。
3. 主伝熱部の蒸発器で燃焼ガスと熱交換を行い、飽和蒸気を発生する。
4. 汽水分離器で蒸気と液体とを分離し、蒸気は次段に送り、液体はボイラーに戻す。超臨界圧ボイラーの場合は汽水分離器はない。
5. 飽和蒸気を過熱器で更に加熱し、過熱蒸気とする。

## 空気・排ガスの流れ
1. 空気予熱器で燃焼用空気の予熱を行う。
2. 燃焼室へ送風機（押込通風機）で圧力を上げて供給する。
3. 燃焼室で燃料と混合し燃焼・発熱させる。
4. 伝熱部で燃焼ガスから水に熱を与える。
5. 給水予熱器（節炭器）で燃焼ガスから給水に熱を与える。
6. 空気予熱器で燃焼ガスの熱を回収し、燃焼用空気を予熱する。
7. 誘引通風機でボイラーから燃焼ガスを吸い出す（ボイラー内の燃焼圧力を大気圧とほぼ等しく保つ平衡通風の場合に、押込通風機とともに設置される）。
8. 排煙処理装置（電気集塵器・バグフィルタ、脱硝装置、脱硫装置など）で、煤塵、窒素酸化物、硫黄酸化物を除去し、有害物質の排出濃度を環境基準や自治体等との協定に適合させる。
9. 煙突から排ガスを排出する（排ガスを広範囲に拡散させる場合は高い煙突が設置される）。

## 燃料・燃え殻の流れ
1. 燃料貯蔵タンク・ボンベ、貯炭場・サイロなど
2. 燃料輸送管またはベルトコンベア
3. 微粉炭機：石炭を微粉炭として燃焼する場合に必要
4. バーナー：完全燃焼により効率の向上を図るとともに、二段燃焼・緩慢燃焼などにより窒素酸化物の発生を抑制する
5. 灰処理装置：重油灰、石炭灰などを回収し、リサイクルや産廃として適した処理を行う

## 保安装置
高温高圧の気体・液体を封入する圧力容器であるので、各種保安装置が設置される。
水位検出器
水位が低い状態で燃焼を行うと爆発・破裂の危険がある。そのため起動時などに必ず試験が行われる。また、動作不良に備えて複数個設けられる。
圧力検出器
圧力が一定となるように制御するために使用される。
安全弁
缶の圧力が使用圧を超えた場合に蒸気を放出する。複数個設けられる。
炎検出器
失火し未燃焼ガスが缶内に充満すると爆発の恐れがあるため、炎が消えると速やかに燃料供給が停止され、強制換気が行われる。係員が常駐する場合や、石炭焚き等の場合は省略される場合がある。
爆発戸
失火等により未燃焼ガスが充満し、引火・爆発した場合に内圧によって開き、人的被害や煙道等の損傷を軽減させる。
消防設備
火災報知器・ガス漏れ警報機・消火器・水噴霧消火装置

## 日本における分類と法的規制

### 日本の法規上の分類や運用上の分類
簡易ボイラー
労働安全衛生法施行令第13条第25号に定めるボイラーの通称。
小型ボイラー
労働安全衛生法施行令第1条第4号に定めるボイラー（法令上「小型ボイラー」として定義されている）。
1. ゲージ圧力0.1MPa以下で使用する蒸気ボイラーで、伝熱面積が1平方メートル以下のもの又は胴の内径が300mm以下で、かつ、その長さが600mm以下のもの
2. 伝熱面積が3.5平方メートル以下の蒸気ボイラーで、大気に開放した内径が25mm以上の蒸気管を取り付けたもの又はゲージ圧力0.05MPa以下で、かつ、内径が25mm以上のU形立管を蒸気部に取り付けたもの
3. ゲージ圧力0.1MPa以下の温水ボイラーで、伝熱面積が8平方メートル以下のもの
4. ゲージ圧力0.2MPa以下の温水ボイラーで、伝熱面積が2平方メートル以下のもの
5. ゲージ圧力1MPa以下で使用する貫流ボイラー（管寄せの内径が150mmを超える多管式のものを除く）で、伝熱面積が10平方メートル以下のもの（気水分離器を有するものにあっては、当該気水分離器の内径が300mm以下で、かつ、その内容積が0.07立方メートル以下のものに限る。）

「ボイラー」
簡易ボイラー、小型ボイラーのいずれにも該当しない大型のボイラーを、日本の法律では（修飾語の無い）「ボイラー」と呼んでいる。
なお、ボイラーのうち労働安全衛生法施行令第20条第5号において「次に掲げるボイラー」として定められているもの。取扱うための資格などの関係から、整理上、次に該当するもの（小型ボイラー及び簡易ボイラーに該当するものを除く）は通称として「小規模ボイラー」と呼ばれている（法令上の名称ではない）。
1. 胴の内径が750mm以下で、かつ、その長さが1300mm以下の蒸気ボイラー
2. 伝熱面積が3平方メートル以下の蒸気ボイラー
3. 伝熱面積が14平方メートル以下の温水ボイラー
4. 伝熱面積が30平方メートル以下の貫流ボイラー（気水分離器を有するものにあっては、当該気水分離器の内径が400mm以下で、かつ、その内容積が0.4立方メートル以下のものに限る。）

### 日本における法的規制
労働基準法関係
ボイラーの取扱いの業務、溶接の業務については、労働基準法第62条、年少者労働基準規則第8条により18歳未満の者を従事させることができない。同様に労働基準法第64条の3、女性労働基準規則第2条により妊娠中の女性を従事させることができず、出産後1年を経過しない女性がこの業務に従事しない旨を申し出た場合も従事させることができない。
労働安全衛生法関係
労働安全衛生法に基づくボイラー及び圧力容器安全規則により、設置・定期検査・取扱いが規制されている。
一定以上の伝熱面積・最高圧力のものの取扱い・保安監督は、ボイラー技士免許所持者・ボイラー取扱技能講習修了者・ボイラー取扱業務特別教育修了者が行うこととなっている。また、整備はボイラー整備士が行うこととなっている。
また、発電所に設置されるボイラーは電気事業法に基づき技術基準・設置認可・使用前検査・定期検査などが定められており、また、保安責任者としてボイラー・タービン主任技術者を選任することとなっている。
旧国鉄で蒸気機関車が現役（定期列車）として使用されていた時代は、国鉄の内規による資格者育成やボイラー検査が行われていたが、現在のJRや私鉄でイベント用として運転される蒸気機関車では、機関士に対する上記ボイラー技士免許の取得勧奨や、法に基づく定期検査が行われている。
- 兵庫県高砂市にある梅ヶ枝湯（銭湯）のボイラー（銭湯用のボイラーは密閉構造でないため安全規則は適用されない）